# Lovina
Lovina è una località balneare dell'isola indonesiana di Bali di circa 17 km, situata a 5 chilometri dalla cittadina di Singaraja.

## Descrizione
La località di Lovina  si trova sulla costa nord-ovest dell'isola indonesiana e comprende i villaggi di Pemaron, Tukad Mungga, Anturan, Banyualit, Kalibukbuk, Kaliasem and Temukus, immersi tra oceano, giungla e risaie.
I turisti frequentano la località per la tranquillità dei luoghi, le spiagge, gli sport nautici e per i delfini che affollano le spiagge di Lovina, specialmente tra i mesi di febbraio e maggio.
Alcuni dei luoghi interessanti intorno a Lovina sono le sorgenti termali Air Panas e Air Terjun, il tempio buddista di Brahma Vihara Arama, ultimo tempio buddista dell'isola, il Bali Barat National Park e le cascate Singsing.

## Galleria d'immagini

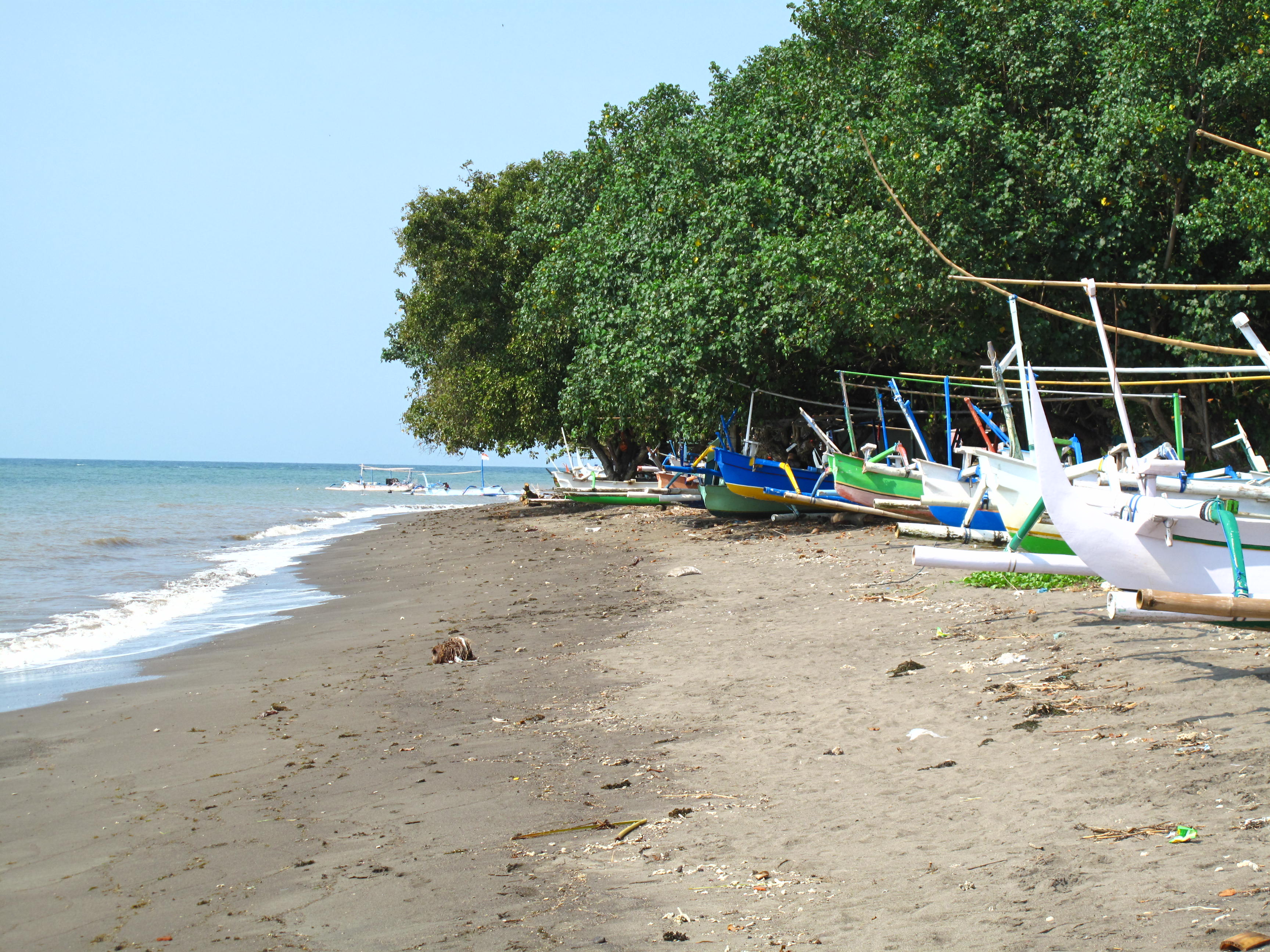
Una spiaggia di Lovina.
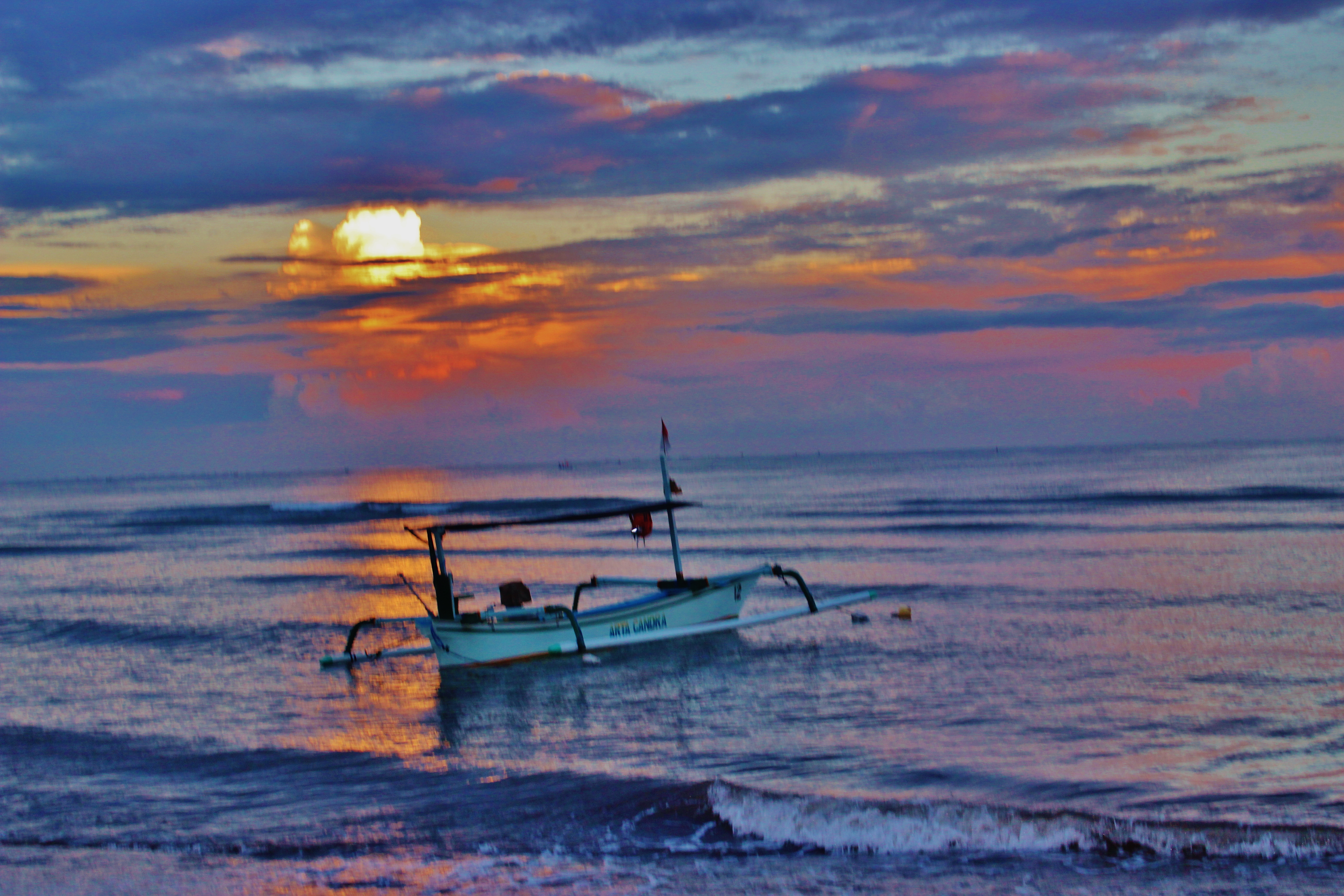
Tramonto e delfini nel mare di Lovina.
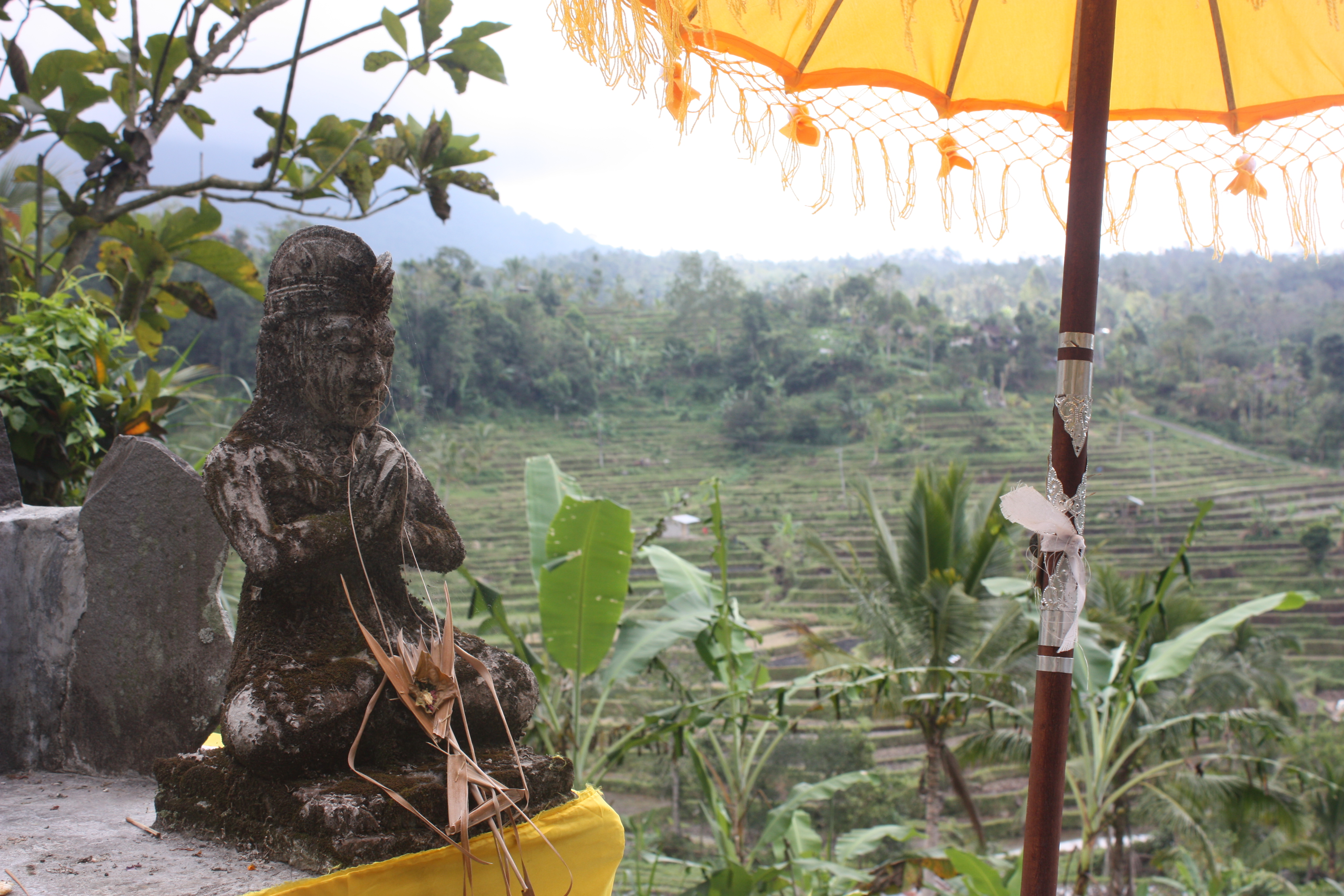
Risaie intorno a Lovina.